# Ultima pallottola
Ultima pallottola è una miniserie televisiva composta da due episodi, diretta da Michele Soavi e trasmessa per la prima volta nel febbraio 2003 su Canale 5.          È ispirata agli efferati omicidi di Donato Bilancia, il serial killer che tra l'ottobre 1997 e il maggio 1998, uccise 17 persone, tra cui molte prostitute, in Liguria, tra Genova e Ventimiglia.

## Trama
Nonostante il doloroso ricordo legato alla morte di sua sorella, avvenuta per overdose dieci anni prima, il Capitano Riccardi (Giulio Scarpati) accetta la proposta del Maggiore Fornari (Antonio Catania), suo grande amico, e ritorna a Genova dove, da alcuni mesi, stanno avvenendo degli strani delitti, tutti legati però da un unico filo conduttore: le vittime sono per la maggior parte delle prostitute e l'assassino, prima di ucciderle, le copre il volto con un velo, poi spara loro un solo colpo di pistola alla nuca. Si pensa inizialmente ad un regolamento di conti tra bande rivali, ma si scoprirà solo in seguito l'esistenza di un efferato serial killer di prostitute.

## Cast
Il protagonista è il capitano dell'Arma dei Carabinieri Stefano Riccardi (Giulio Scarpati), chiamato Lupo. Gli altri personaggi principali sono: il maresciallo capo Pietro Piras, detto Sandokan (Nino D'Agata), l'appuntato Parodi, detto Johnny (Fausto Paravidino) e il maresciallo Sergio Martano, detto Khociss (Max Mazzotta). Tutti prestano servizio nell'Arma dei Carabinieri.

## Curiosità
- Le scene in macchina dell'inseguimento tra il Capitano Riccardi e il killer dopo che costui ha rapito il Procuratore Landolfi sono state prese da un'altra miniserie TV diretta sempre da Michele Soavi ovvero Uno bianca andata in onda nel 2001 con protagonista Kim Rossi Stuart.